# Vrachonisída Maráthi
Vrachonisída Maráthi är en ö i Grekland.   Den ligger i prefekturen Nomós Dodekanísou och regionen Sydegeiska öarna, i den östra delen av landet, 270 km öster om huvudstaden Aten. Arean är 0,33 kvadratkilometer.
Terrängen på Vrachonisída Maráthi är platt. Öns högsta punkt är 34 meter över havet. Den sträcker sig 1,2 kilometer i nord-sydlig riktning, och 0,6 kilometer i öst-västlig riktning.